# Mag (Tarot)
Mag ili Čarobnjak (eng. The Magician), jedna od 78 karata tarot špila i jedna od 22 karte Velike Arkane. Odgovara broju jedan i hebrejskom slovu alef.

## Opis karte
Najčešće je predstavljen kao grčki bog Merkur, mladolik i siguran u sebe. Tarot karta Mag ujedinjuje sva 4 elementa: mačeve (zrak), novčiće (zemlju), pehare (vodu) i štapove (vatru). Štap kojega drži sadrži aktivnu snagu i duhovnu kreativnost, dok u drugoj ruci drži gral s vodom koji je simbol nesvjesnog. Također, na tarot karti se pojavljuje mač koji je simbol intelekta i misli, i novčić kroz kojeg se manifestiraju zemljani užici i blagodati. Izbalansiranim korištenjem tih elemenata, on stvara čaroliju i čuda.

## Tumačenje karte
Mag ili čarobnjak je karta koja se odnosi na komunikaciju, stjecanje znanja, informacija i razmišljanje. Ima doticaj s područjima nesvjesnog i pomaže da se pronikne u dubine uma i pomiri s negativnim osjećajima. Ova karta predstavlja odlučnost da se djeluje i kada je to prilično teško. Predstavlja snagu kojom možemo iskoristiti sile univerzuma i usmjeriti ih prema svojim ciljevima.
U aspektu posla i radne aktivnosti, ova karta da je vrijeme za pronalazak novog posla ili promaknuće na radnom mjestu, a predviđa i kreativnost i uspješno rješavanje radnih zadataka. Na ljubavnom planu, također sugerira period uspjeha i čvrste veze i predviđa snažnu romansu onima koji nisu u ljubavnoj vezi. Ova karta simbolizira i uspjehe na finacijskom polju, te dobro fizičko zdravlje i tjelesnu kondiciju.

### Karta okrenuta naopako
Ova karta okrenuta naopako simbolizira sebičnost, taštinu, manjak samopouzdanja i neusredotočenost.